# Menekülés (film, 1990)
A Menekülés (eredeti címe: Courage Mountain) 1990-ben bemutatott amerikai filmdráma, amelyet Christopher Leitch rendezett. A forgatókönyvet Weaver Webb, Fred és Mark Brogger készítette, amelynek alapját a Heidi című ifjúsági regény képezte. A filmet annak ellenére szánták a könyv folytatásának, hogy a cselekményben majd ötven évnyi eltérés van. A főbb szerepekben Charlie Sheen és Juliette Claton. 
1990. február 16-án mutatták be az Egyesült Államokban. Magyarországon videokazettán jelent meg 1993. január 12-én.

## Cselekmény
1915-ben az első világháború idején a tizenöt éves Heidi még a svájci Alpokban él nagyapjával. A lány meghívást kap Madame Jane Hillarytól, az olaszországi Brookings leányiskola igazgatónőjétől, hogy csatlakozzon az iskolájához. Bár Heidi kezdetben vonakodik, de amikor megtudja, hogy kedvese, Péter belépett a hadseregbe, elfogadja a meghívást. Heidi eleinte képtelen beilleszkedni az iskola modern életébe, gyakran összetűzésbe kerül kifinomultabb osztálytársnőjével, Ursulával. Heidi egyetlen barátnője Ilsa, aki kiáll Heidi mellett, amikor Ursula és sznob társai terrorizálják.
Hamarosan olasz csapatok érkeznek az iskolához a kormányzó levelével, és katonai állomáshelyként lefoglalják az épületet. Négy kivételével az összes lányt elhozza a családja: Heidi, Ursula, Ilsa és a húga, Gudrun. Hillary szívesen gondoskodik a négy lányról, de a városi árvaház gátlástalan tulajdonosa, Signor Bonelli igényt tart a lányokra. Hillary kénytelen lemondani róluk, mivel Bonelli a kormányzó támogatását élvezi. A négy lány rájön, hogy az árvaház egy lepusztult és kegyetlen hely, ahol kényszermunkát alkalmaznak. Heidi el akar szökni, de Ursula ragaszkodik hozzá, hogy Madame Hillary eljön értük, de őt Bonelli akadályozza. Heidi végül egy másik árvától, Clarissától megtudja, hogy a csatornán keresztül tudnak megszökni. A négy Brookings-lány, Clarissa és egy másik árva, Giovanni megszökik, és egy szekérre szállva vidékre utaznak.
Bonelli üldözőbe veszi őket, és elkapja Giovannit. Az öt lány az erdőn keresztül menekül, és a hegyek felé veszi az irányt, hogy átkeljenek Svájcba, ahol rövid időre összefutnak a lóháton utazó katonákkal. Hillary a katonák révén értesül a lányok felbukkanásáról, és mivel tudja, hogy Heidi elvezetné a lányokat a nagyapjához, úgy dönt, hogy maga is az Alpokba megy. A nagyapa megkéri Pétert, hogy keresse meg a lányokat, és biztonságban vigye át őket a hegyen.
Péter élelmet visz a lányoknak, és elmegy, hogy hozzon egy szánkót. Távollétében Bonelli utoléri őket. Hogy megvédje titkait, balesetet akar színlelni, amelyben az összes lány lezuhan a hegyről. Péter érkezik megmentésükre, és megküzd Bonellivel, aki a halálba zuhan. A csoport átkel a hegyeken, Heidi újra találkozik a nagyapával, a Brookings-lányok pedig újra találkoznak Hillaryval. Nagyapa, Hillary, Péter és a lányok közösen karácsonyi vacsorát adnak. Clarissát nagyapa örökbe fogadja, Bonelli árvaházát bezárják, de a háború még mindig tart. Péter kijelenti, hogy el kell mennie, de megígéri, hogy visszatér Heidihez.

## Szereplők
| Szerep          | Színész          | Magyar hang                            | Magyar hang        |
| Szerep          | Színész          | 1. magyar változat (Guild Video, 1993) | 2. magyar változat |
| --------------- | ---------------- | -------------------------------------- | ------------------ |
| Heidi           | Juliette Caton   | Hámori Eszter                          | Molnár Ilona       |
| Ursula          | Joanna Clarke    |                                        |                    |
| Ilsa            | Nicola Stapleton |                                        |                    |
| Clarissa        | Jade Magri       |                                        |                    |
| Gudrun          | Kathryn Ludlow   |                                        |                    |
| Péter           | Charlie Sheen    | Epres Attila                           | Tarján Péter       |
| nagypapa        | Jan Rubes        | Horváth Sándor                         | Garai Róbert       |
| Jane Hillary    | Leslie Caron     | Tordai Teri                            | Bessenyei Emma     |
| Signor Bonelli  | Yorgo Voyagis    | Izsóf Vilmos                           | Bolla Róbert       |
| Signora Bonelli | Laura Betti      | Molnár Piroska                         |                    |
| olasz százados  | Urbano Barberini |                                        |                    |

## Fogadtatás

### Kritikai visszhang
A Rotten Tomatoeson nem gyűlt össze elég értékelés a minősítéshez. Beth Dunlop a Miami Heraldtól azt írta: „A Menekülés a gyakorlatilag leküzdhetetlen akadályokkal szemben rendíthetetlenül helytálló gyerekek története, és ebből a szempontból valóban nagyon izgalmas.” Scott G. Mignola a Common Sense Mediától azt írta: „A Heidi nevetséges újramesélése.” Janet Maslin a New York Timestól azt írta: „A hegyvidéki táj friss és szép, és Miss Caton is. Az időnkénti jódlizás ellenére meglehetősen flancos és jól nevelt brit Heidit alakít, de a fiatal nézőket valószínűleg nem fogja zavarni.”

### Bevétel adatai
A Box Office Mojo szerint a film 1,3 millió dolláros bevételt ért el, a költségvetésről nincs adat.